# Climacodon annamensis
Climacodon annamensis är en svampart som först beskrevs av Har. & Pat., och fick sitt nu gällande namn av Rudolf Arnold Maas Geesteranus 1974. Climacodon annamensis ingår i släktet Climacodon och familjen Phanerochaetaceae.   Inga underarter finns listade i Catalogue of Life.